# Ramiro Bejarano
Ramiro Bejarano Guzmán (Buga, Valle del Cauca, 24 de febrero de 1952) es un abogado colombiano. Fue Director del Departamento Administrativo de Seguridad de Colombia nombrado por el entonces presidente de Colombia Ernesto Samper. Ha sido catedrático en varias universidades del país y columnista del diario El Espectador.

## Biografía
Bejarano estudió Derecho en la Universidad Externado de Colombia, de la cual se graduó en 1975. En esa universidad además cursó una especialización en derecho procesal y otra en derecho privado. Se especializó también en la Universidad de París II.
Ha sido profesor desde hace más de 25 años de la Universidad Externado de Colombia, donde ha desempeñado la docencia en derecho civil bienes y derecho procesal civil y recibió la distinción de profesor emérito, es además director del Departamento de Derecho Procesal de la misma universidad. Ha sido docente, desde los años noventa, de la Universidad de Los Andes y de la Universidad del Rosario.
Más conocido por haberse desempeñado como el jefe de la agencia de inteligencia de Colombia (DAS) de quien fue director nombrado por el presidente Ernesto Samper.
Ha sido conjuez de la Corte Suprema de Justicia de Colombia, de la Corte Constitucional de Colombia y del Consejo Superior de la Judicatura. Es miembro del Centro Colombiano del Derecho de Autor (Cecolda), del Instituto Colombiano de Derecho Procesal, del Instituto Iberoamericano de Derecho Procesal y de la Academia Colombiana de Jurisprudencia. Se ha desempeñado como abogado y dentro de sus casos famosos se registra la defensa del entonces presidente de la Corte Suprema de Justicia, César Julio Valencia Copete, en un pleito con el entonces presidente Álvaro Uribe Vélez. 
Es columnista del Espectador a pesar de que en 2001 renunció a ese espacio con motivo de la eliminación de su columna donde acusaba al entonces presidente Andrés Pastrana de ser experto en perseguir y difamar a sus opositores y en enriquecer a sus amigotes. Ha sido criticado en varias ocasiones por usar su calidad de columnista a favor de los casos en que se encuentra siendo parte.
Luego de ser director del DAS por medio de sus columnas defendió a integrantes del gobierno de Ernesto Samper como Horacio del "Proceso 8000, proceso que Bejarano ha definido como el más grande espectáculo del que se haya tenido noticia en los últimos años, ya que se ultilizó parte del dinero del cartel de Cali para comprar las conciencias de la comisión de acusación.

## Director del DAS
El presidente Ernesto Samper designó el 18 de agosto de 1994 a Bejarano Guzmán como director del Departamento Administrativo de Seguridad, en reemplazo de Fernando Brito Ruíz.
"Nuestro compromiso fundamental es crear una gran Central de Inteligencia que nos permita coordinar de manera eficiente los esfuerzos operativos que desde distintos frentes están adelantado las agencias de seguridad del Estado. De allí la gran responsabilidad que le espera en el ejercicio de esta responsabilidad doctor Bejarano": Presidente Ernesto Samper Pizano (25 de agosto 1994)
Como director del DAS se le acusó de acudir a las interceptaciones ilegales para espiar a agentes de la DEA e incluso tras espionaje del Gobierno a diversos críticos que fueron usadas en un debate en el Congreso por parte del congresista Carlos Alonso lucio, a pesar de ello Bejarano ha tildado de falsas dichas acusaciones.
Ramiro Bejarano es autor de decenas de conferencias y artículos, publicados en diferentes actas de congresos. De su producción se destacan dos libros:
- Procesos declarativos (Editorial Temis, 6 ediciones 2016).
- Las acciones populares (Forum Pacis, 1993).
- Código General del Proceso y Código de Procedimiento Civil (Universidad Externado de Colombia).

## Controversias
Bejarano afirmó en la contienda electoral de 2002 que un eventual gobierno de Luis Eduardo Garzón uniría a las fuerzas oscurantistas del fascismo criollo, quienes bajo la excusa de salvar a la patria, la volverían invivible.